# Nordsøen (1968)
Nordsøen var ett danskt fiskekontroll- och sjöräddningsfartyg, som levererades 1968 till Fiskeristyrelsen av Frederikshavn Vaerft & Tördok i Fredrikshavn i Danmark.
Nordsøen kompletterades 1985 av den 50 meter långa Vestkysten, stationerad i Thyborøn. De två var de största av Fiskerstyrelsens kontrollfartyg och de enda av dem som opererade i Nordsjön och Skagerrak. Deras huvudsakliga arbetsområde var fiskerikontroll, men de var bägge också utrustade för nödbogsering, och ingick i Danmarks beredskapsstyrka för sjöräddning. 
Nordsøen togs ur Fiskeristyrelsens tjänst 2013. Hon fick en namne i Nordsøen 2022, vilken då ersatte Vestkysten. 